# Niphoparmena mycerinoides
Niphoparmena mycerinoides là một loài bọ cánh cứng trong họ Cerambycidae.